# OTR-21 トーチカ
OTR-21 トーチカ（露: Оперативно-тактический ракетный комплекс «Точка»、戦術任務ミサイル複合体「トーチカ」）は、ソビエト連邦軍の自走式戦術弾道ミサイルシステムである。
GRAUインデックスでは9K79、NATOコードネームではSS-21 スカラベと呼ばれる。
名称の「トーチカ」はロシア語で「点」を、「スカラベ」はタマオシコガネ（いわゆるフンコロガシ）を意味する。

## 概要
9K52 ルーナ-Mは大型かつ無誘導で正確性に欠けていたため、より小型で精密誘導が可能な地対地ミサイルとして、1968年のソビエト連邦閣僚決議148-56号に基づき開発が始まった。初期型の9K79は1975年に採用され、当初戦略ロケット軍の所属だったが、1980年代末に陸軍へと移管された。
OTR-21 トーチカは、6輪式の9P129 BAZ-5921輸送起立発射機に戦術弾道ミサイルを搭載し、固体燃料の採用により迅速な展開が可能になっている。9P129は水上航行も可能で、CBRNE防護機能も備える。

## バリエーション
9К79（スカラベ-A）1975年採用。最低射程は15km、最大射程は70km、平均誤差半径は150m。重量は2,000kg。

9К79-1（スカラベ-B）1989年採用。パッシブレーダーホーミングを採用。最大射程を120kmに延長し、平均誤差半径は95m以内に改善された。重量は2,010kg。トーチカ-U（Точка-У）とも。

スカラベ-C1990年代に採用。最大射程を185kmに延長し、平均誤差半径は70m以内に改善された。重量は1,800kg。

### 弾頭
9M79B、9M79B1、9M79B2100kt、200kt、200kt級核弾頭。
9M79F、9N123K通常弾頭
9N123F-P電磁パルス弾頭
9N123G化学弾頭（VRガス）
9N123G2-1化学弾頭（ソマン）

## 実戦での運用例

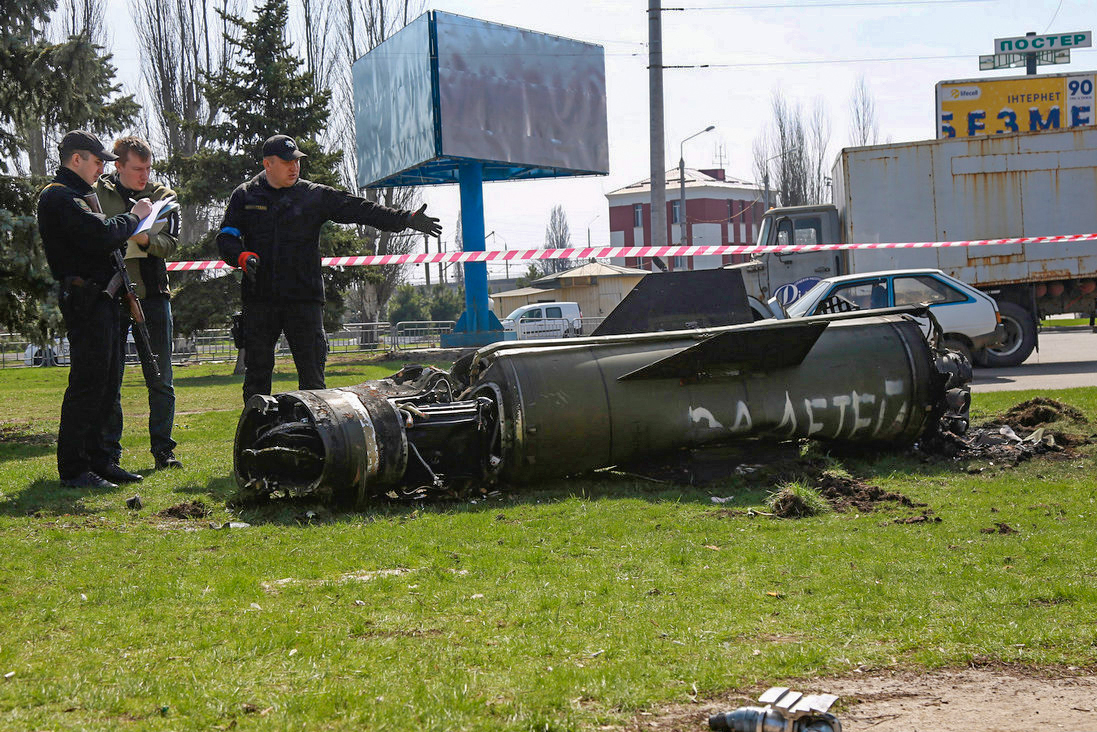
2022年4月8日、クラマトルスク駅攻撃に使用されたトーチカU

- イエメン内戦（1994年）- 政府軍が使用
- 第二次チェチェン紛争（1999年）- ロシア軍が使用
- 南オセチア紛争（2008年）- ロシア軍が使用
- ウクライナ東部紛争（2014年）- ドネツィク近郊でウクライナ軍・ドネツク人民共和国軍のいずれかが使用
- シリア内戦（2014年）- 政府軍、フーシ派が双方に対し使用
- 2022年ロシアのウクライナ侵攻（2022年） 
  - 2月24日、ウクライナ東部ドネツク州のウクライナ政府支配下にある町の病院が、ロシア軍の9N123クラスター弾を弾頭に搭載したトーチカ弾道ミサイルによって砲撃され、市民4人が死亡した[1]。
  - 2月25日、ウクライナ軍がロシア・ロストフ州内にあるミレロヴォ空軍基地（ロシア語版、英語版）への攻撃に使用した（ミルレロヴォ空軍基地攻撃）
  - 3月24日、ウクライナ南東部に位置するザポリージャ州のベルジャーンシク港に停泊していたロシア軍のタピール級揚陸艦サラトフ（ロシア語版）がウクライナ軍に攻撃され、撃沈した。この際にトーチカUが用いられたのではないかという観測がある[2]。
  - 4月8日、ウクライナ東部ドネツク州のクラマトルスクにある鉄道駅がロシア語で「（これは）子どもたちのため」と白い塗料で書かれたトーチカU（スカラベ-B）によって攻撃され、子供5人を含む少なくとも50人が死亡した[3]。犠牲者の多くは避難待ちの市民であり、アントニオ・グテーレス国際連合事務総長は国際人道法や国際人権法への重大な違反であると指摘し、「全く容認できない」と声明を発した[4]。攻撃からまもなく、親ロシア派のニュースサイトはアプリ「Telegram」で「ウクライナ軍が集結しているクラマトルスクの駅を10分前に攻撃した」と配信していたが、これらの配信はまもなく削除された[5]。その後ロシア国防省は攻撃を否定し、トーチカUを保持していないと声明している[3]（クラマトルスク駅へのミサイル爆撃）。ただし、前述の病院爆撃や、ベラルーシ国内でロシア軍の標章が書かれた車両によってトーチカUのシステムが運搬される様子や、ベラルーシ・ウクライナ国境付近にトーチカUが設置された様子は動画撮影されており、ロシアが保持していないという情報は信憑性が低いと見られている[6]。

## 採用国

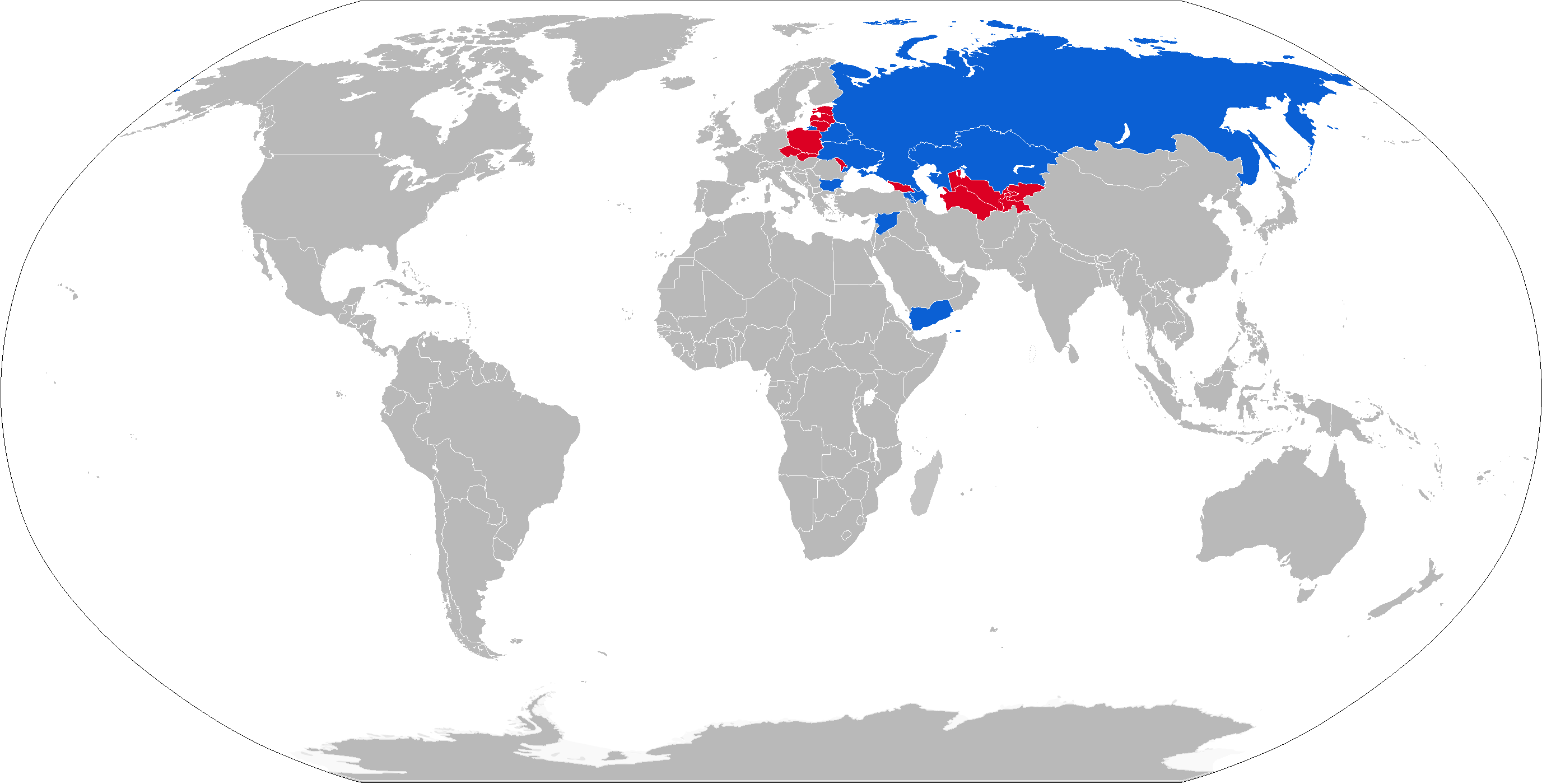
採用国の地図。青が現役、赤が退役済み。

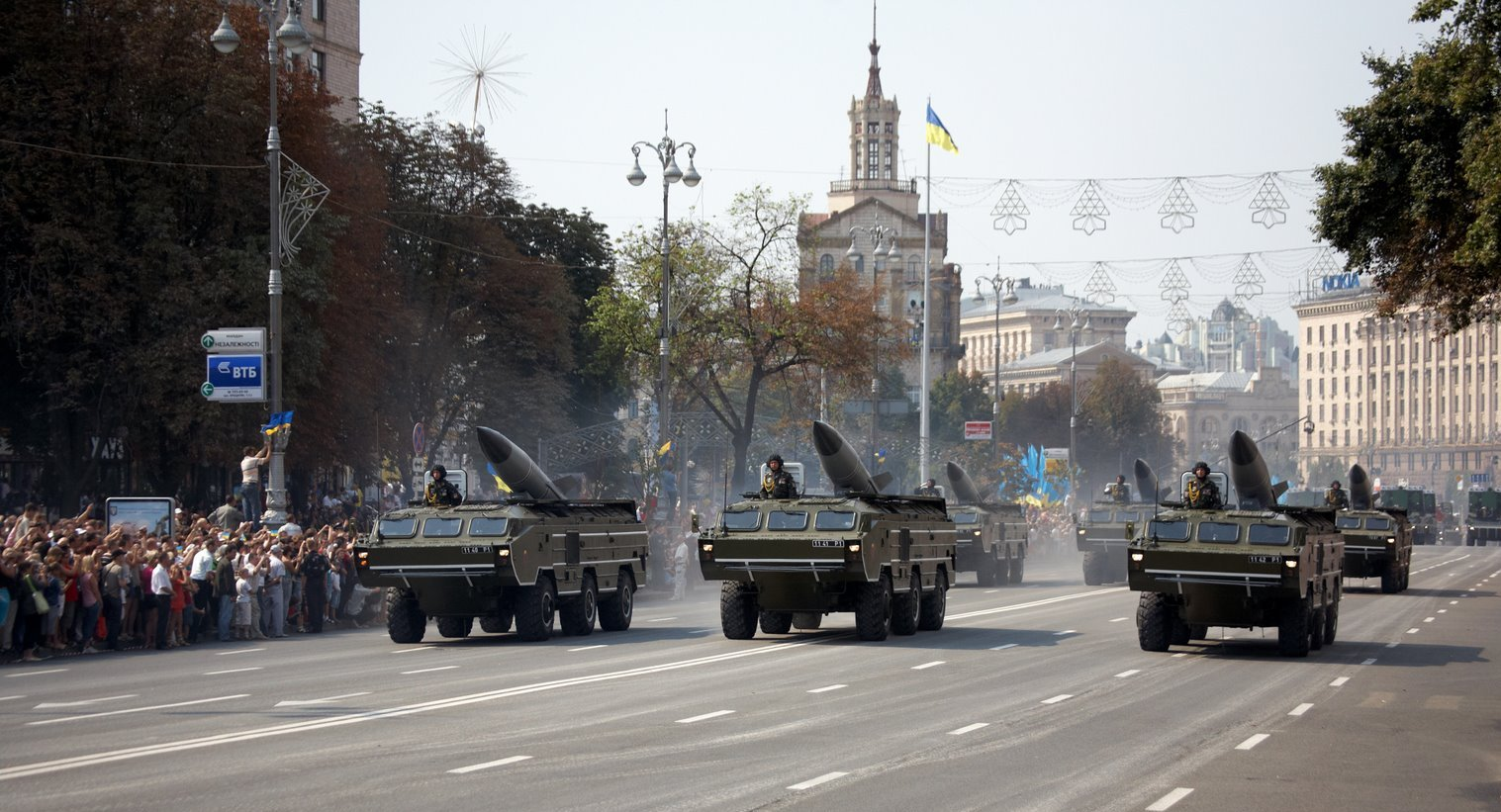
ウクライナ軍の車両。（2008年、キエフ）

### 現役
アルメニア8基以上
 アゼルバイジャン2024年時点で、アゼルバイジャン陸軍が3基の9K79-1を保有している。
 ベラルーシ36基
 ブルガリア18基。2024年時点で、ブルガリア陸軍が数量不詳の9K79を保有。
 カザフスタン2023年時点で、カザフスタン陸軍が12基を保有している。
 北朝鮮派生型のKN-02
 ロシア220基。2020年までに9K720 イスカンデルに更新される計画 。
 ウクライナ90基。
 シリア
 イエメン

### 退役済み
チェコ
 東ドイツ
ドイツ再統一に伴い、ドイツに継承。
 ドイツ
 リトアニア
 ポーランド